# Antoon van Clé

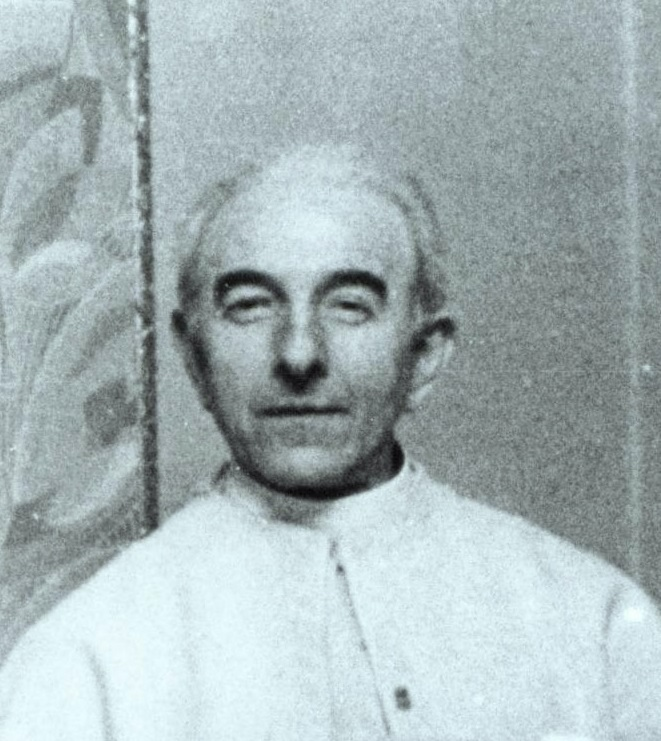
Kanunnik van Clé

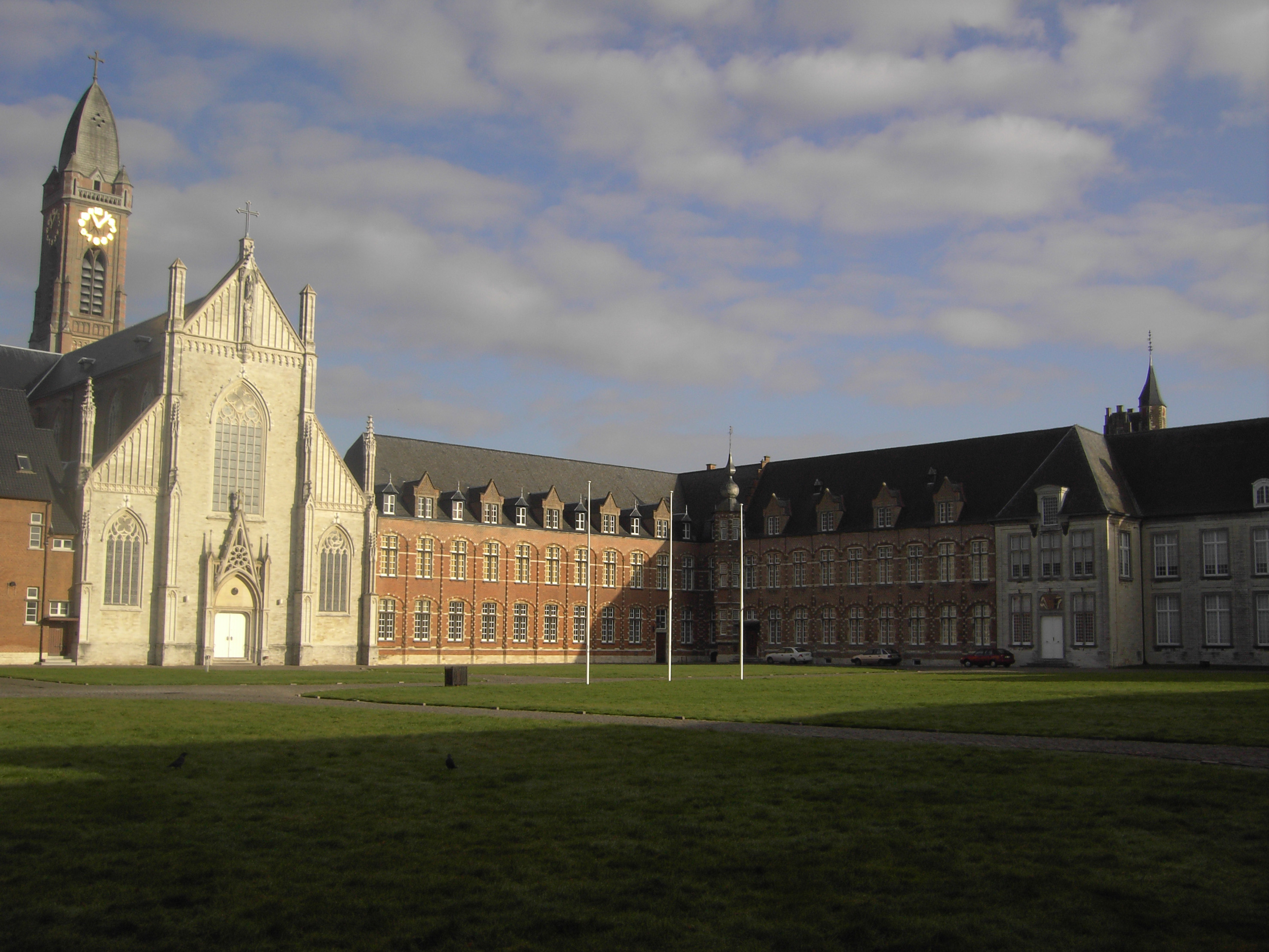
De abdij van Tongerlo.

Kanunnik Antoon van Clé, geboren als Alfons Van Clé (Meerhout, 15 juli 1891 - Brussel, 19 mei 1955), was norbertijn en stichter van Sporta, een vereniging die zich op nationaal vlak in België inzet voor de sportbeoefenaars, in de breedste zin van het woord.

## Volksvriend
Na zijn collegetijd in Geel treedt Alfons Van Clé in 1910 binnen bij de paters norbertijnen in de abdij van Tongerlo (Westerlo) en neemt van dan af de kloosternaam Antoon aan. Vanaf 1914 neemt hij deel aan de Eerste Wereldoorlog aan het front. Na zijn kloostergelofte in Manchester in 1918 wordt hij in 1920 in Namen priester gewijd door mgr. Thomas Louis Heylen, zelf voormalige abt van de abdij van Tongerlo.
Antoon van Clé had het vooral voor de man in de straat en door zijn vele contacten besluit hij iets te doen aan de sportbeoefening van de jeugd en richt hij in 1947 Sporta op. Een vereniging die zorgt voor sportbegeleiding en -accommodatie. Later wordt die vereniging ook de verdediger van de professionele sportbeoefenaar en wordt geïntegreerd in het ACV. Een uitgebreid polyvalent sport verblijfscentrum werd vanaf 1963 opgericht en verder uitgebreid, in de schaduw van de abdij. Midden het sportcomplex is er trouwens een standbeeld van Antoon van Clé opgericht.
In Zittaart, een gehucht in Meerhout, is er een straat naar hem vernoemd. In het begin van deze straat staat er tevens ook een herdenkingsmonument.